# 청풍 곽씨
청풍 곽씨(淸風郭氏)는 충청북도 제천시 청풍면을 본관으로 하는 한국의 성씨이다.
시조는 미상이며, 현풍 곽씨에서 분관되었다고 한다.

## 참고 자료
- “청풍곽씨(淸風郭氏)”. 뿌리를 찾아서.[깨진 링크(과거 내용 찾기)]
- 박인호. “청풍 곽씨”. 디지털제천문화대전.